# Willem I van La Roche
Willem I van La Roche (-1287) was een zoon van Gwijde I van La Roche. Hij volgde in 1280 zijn broer Jan op als hertog van Athene. Willem was de eerste die titel van hertog droeg (voorheen was de titel heer van Athene). Willem slaagde erin om de door zijn broer verloren gebieden te heroveren en won de controle over Lamia en Gardiki tot Argos en Nauplië. Hij was getrouwd met Helena Angela Komena, dochter van Johannes Angelus Komnenos, hertog van Neopatras, en sloot een militair bondgenootschap af met hem. Tijdens de gevangenschap van Karel II van Napels in 1285 werd hij door Robert I van Artesië aangeduid tot baljuw en vicaris-generaal van Achaea. Hij bouwde het kasteel van Dimatra ter verdediging van Messenië tegen Byzantium en was toen de belangrijkste baron in Frans Griekenland.